# Comac ARJ21
Comac ARJ21 Xiangfeng (chiń. upr. 翔凤, transkrypcja Xiángfèng, Soaring Phoenix) – dwusilnikowy, regionalny samolot pasażerski, zaprojektowany i produkowany przez Comac w Chińskiej Republice Ludowej. Projekt jest wspierany przez 19 europejskich i amerykańskich dostawców komponentów lotniczych, w tym General Electric jako dostawca silników, Honeywell dostawcy systemu fly-by-wire a Rockwell Collins awioniki samolotu.

## Historia

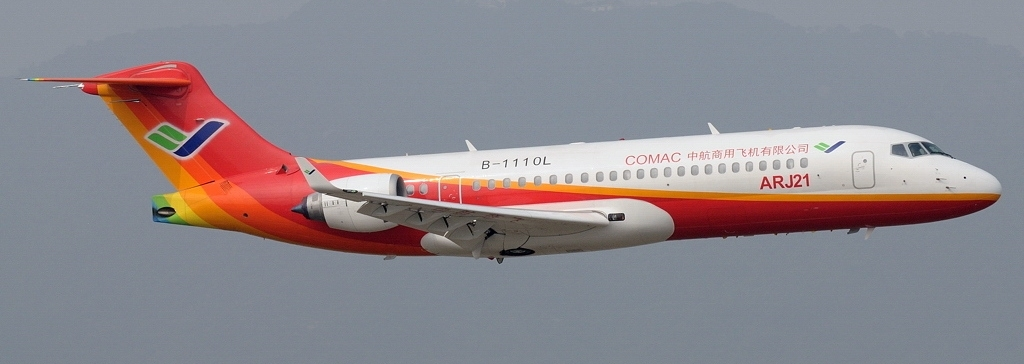
Comac ARJ21 w trakcie pokazów lotniczych

Program budowy nowego chińskiego samolotu komunikacji regionalnej ARJ21 (ang. Advanced Regional Jet), rozpoczął się w marcu 2002 jako część '10th Five-Year Plan'. W początkowej fazie prace prowadziły wytwórnie Aviation Industry Corporation of China i Commercial Aircraft Company. Następnie projekt został skonsolidowany pod szyldem utworzonego w 2008 roku przedsiębiorstwa Comac. Wstępne, ambitne plany chińskiego producenta zakładały oblot prototypu w 2005 roku, zaś pierwsze dostawy zostałyby zrealizowane 18 miesięcy później. Projekt skrzydeł ukończono w 2004 roku a na początku 2007 roku, zdaniem producenta, prace nad projektem struktury płatowca były zaawansowane w 90% ale poszczególne systemy osiągnęły jedynie około 50% ukończenia.
W pracach nad samolotem, duży udział miały zagraniczne wytwórnie i firmy. Skrzydła o superkrytycznym profilu i skosie 25° opracowane zostały przez ukraińskiego Antonowa. Nowe płaty testowane były między innymi w tunelach aerodynamicznych w Kijowie oraz w Moskwie w Centralnym Instytucie Aerohydrodynamicznym (CAGI). Zagraniczni dostawcy odpowiedzialni zostali za awionikę samolotu. Wybrano system ProLine 21 firmy Rockwell Collins. Kanadyjski CAE Inc. miał zaprojektować i wyprodukować symulatory lotu, służące do szkolenia załóg nowej maszyny. Jednostkę APU miał dostarczyć amerykański Hamilton Standard a system Fly-by-wire również amerykański Honeywell. Ogółem, udział zagranicznych komponentów, części i systemów samolotu, wynosi około 40%.
Projekt w końcowej fazie został jednak opóźniony. Pierwszy samolot (numer 101) został wyprodukowany 21 grudnia 2007. W tym samym miesiącu samolot zaprezentowano po raz pierwszy publicznie. Pierwotnie oblot miał nastąpić w marcu 2008. Ostatecznie projekt znowu został opóźniony i samolot po raz pierwszy wzbił się w powietrze dopiero 28 listopada 2008 roku. Ostatni lot testowy samolotu (numer 101) został wykonany 15 lipca 2009 z Szanghaju do Xi’an, na odległość 1300 km. W 2009 roku do prób w locie dołączyły kolejne dwa prototypy a w listopadzie 2010 roku, oblatano czwartą maszynę testową. W 2009 konsorcjum ACAC zostało przejęte przez Comac. Liczne opóźnienia doprowadziły do tego, iż pierwsza seryjna maszyna, oblatana została w czerwcu 2014 roku. Próby certyfikacyjne ukończono w połowie grudnia 2014 roku. Pierwszy seryjny samolot został dostarczony chińskim liniom Chengdu Airlines 29 listopada 2015 roku. Był to 90 miejscowy ARJ21-700 o znakach rejestracyjnych B-3321, który swój pierwszy komercyjny lot wykonał dopiero siedem miesięcy później, 28 czerwca 2016 roku na trasie z Chengdu do Szanghaju.

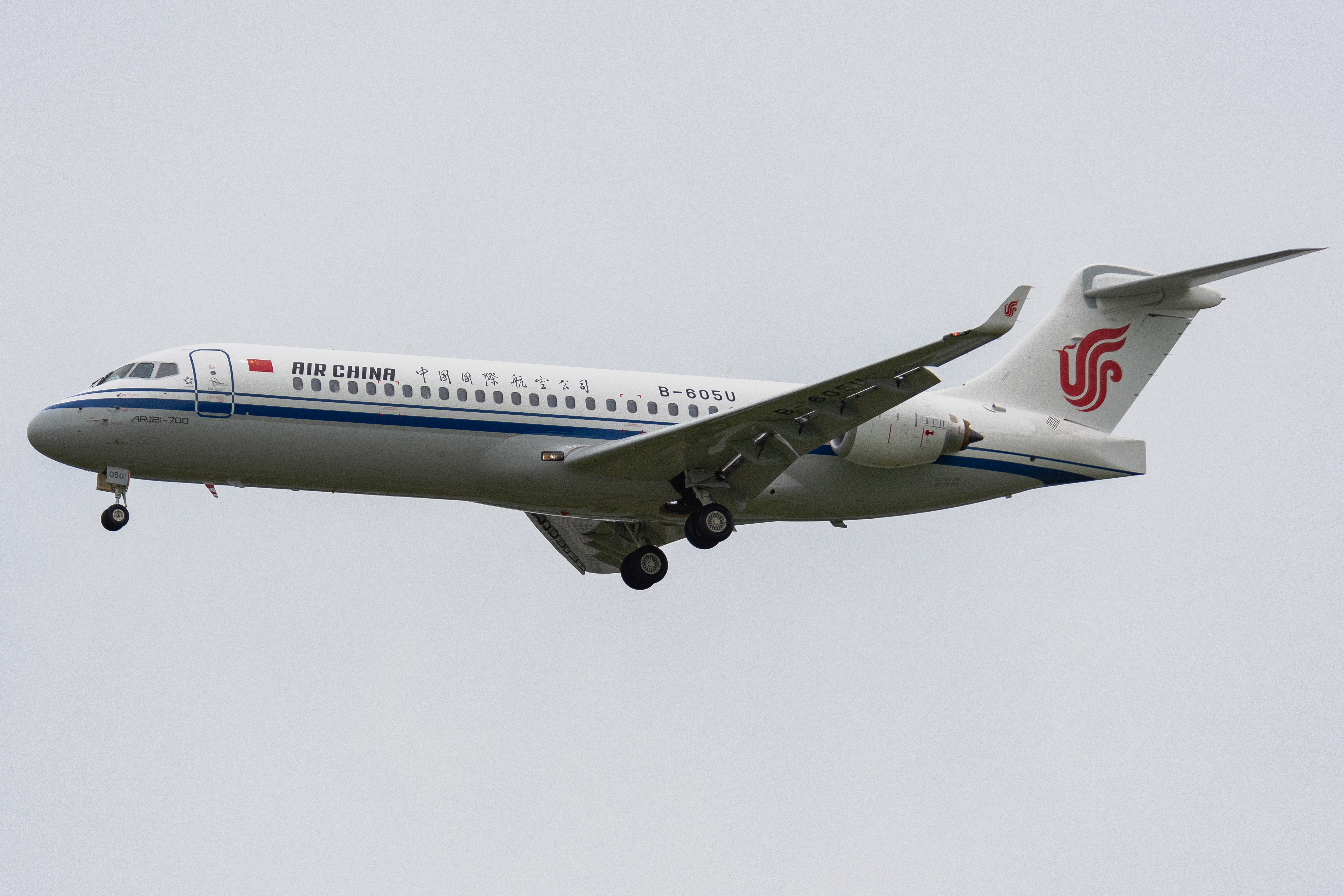
Comac ARJ21 pozyskany 28 czerwca 2020 roku przez Air China

Od momentu wprowadzenia do linii samolotu, do połowy lipca 2020 roku wyprodukowano jedynie 35 egzemplarzy ARJ21. Powolne tempo produkcji ukazuje skalę problemu z jakim boryka się producent maszyny. W 2020 roku otwarto nową linię produkcyjną zlokalizowaną na lotnisku Szanghaj-Pudong. Jej możliwości mają umożliwić budowę 30 samolotów rocznie. Wstępne plany producenta zakładały osiągnięcie liczby 30 wyprodukowanych ARJ21 w dwa lata od uruchomienia produkcji seryjnej. Pomimo wejścia do regularnej służby liniowej, jeszcze w lipcu 2020 roku samolot przechodził próby eksploatacji w warunkach wysokogórskich, operując z portu lotniczego Daocheng Yading w Tybecie.

## Konstrukcja
Dolnopłat z silnikami umieszczonymi z tyłu samolotu z ustrzeniem w układzie T. Samolot został wykonany przy użyciu maszyn należących do McDonnell Douglas, które były wykorzystywane w Chinach na prawach licencyjnych, dlatego samolot ma konstrukcję i wygląd podobny do samolotów typu DC-9.

## Warianty
- ARJ21-700 - model podstawowy, jego pojemność wynosi 70-95 pasażerów.
- ARJ21-700+ - niezrealizowana wersja samolotu, o zmniejszonej masie własnej. Samolot miał być rozwiązaniem problemów eksploatacyjnych podstawowej wersji, do których zalicza się zbyt duża masa własna oraz duże opory aerodynamiczne.
- ARJ21-900 - typ 900 charakteryzuje się dłuższym kadłubem od wersji 700 i pojemnością 95-105 pasażerów. W opracowaniu wersji, brała udział kanadyjska firma Bombardier, która jednak wycofała się z prac.
- ARJ21-700F - wersja towarowa zdolna do przewozu pięciu kontenerów lotniczych typu LD7.
- ARJ21-700B - wersja biznesowa, oparta na wersji 700, na pokładzie przewidziano 20 miejsc dla pasażerów. Maszyna posiada dodatkowy zbiornik paliwa i wykończenie kabiny o wysokim standardzie.

## Zamówienia i opcje na zamówienia
ARJ21 do 2020 roku nie otrzymał certyfikatu typu europejskiej Agencji Unii Europejskiej ds. Bezpieczeństwa Lotniczego oraz amerykańskiej Federal Aviation Administration co uniemożliwia sprzedaż samolotu na obydwu tych rynkach. Implikuje to ograniczenie zbytu do wewnętrznego chińskiego rynku przewozów regionalnych. Według producenta, w 2020 roku, firma uzyskała łącznie 616 zamówień na swój produkt od 23 odbiorców. Nie określiła jednak ile z owej liczby to opcje kontraktowe i listy intencyjne, które finalnie nie muszą zaowocować realnym zakupem ARJ21. Niezależne od producenta źródła, w 2019 roku oszacowały pakiet zamówień na ARJ21 na 300 egzemplarzy. Samolot przeznaczony jest głównie dla mniejszych przewoźników regionalnych. Pierwszym dużym użytkownikiem ARJ21 zostały linie Air China, które 28 czerwca 2020 roku uroczyście otrzymały pierwszą z zamówionych maszyn. Pierwszym zagranicznym użytkownikiem samolotu zostały niskokosztowe, indonezyjskie linie TransNusa. Przewoźnik zamówił 30 sztuk ARJ21 w 2021 roku. Pierwszy z nich, samolot o znakach PK-TJA i numerze fabrycznym 192, został przekazany 18 grudnia 2022 roku. 29 grudnia 2022 roku producent dostarczył odbiorcy setny egzemplarz samolotu.

## Galeria

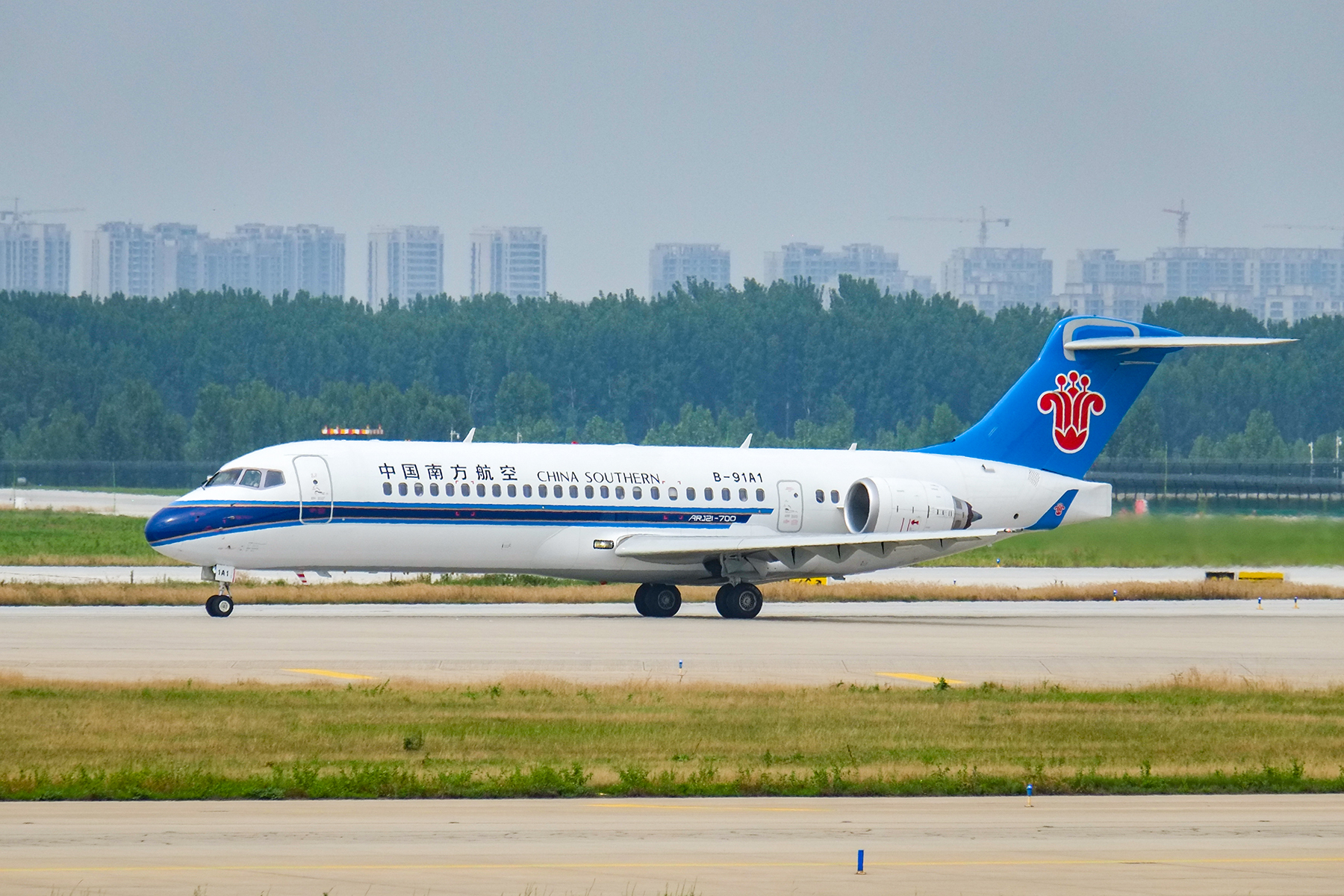
Comac ARJ21 w barwach China Southern Airlines na płycie Portu lotniczego Zhengzhou-Xinzheng
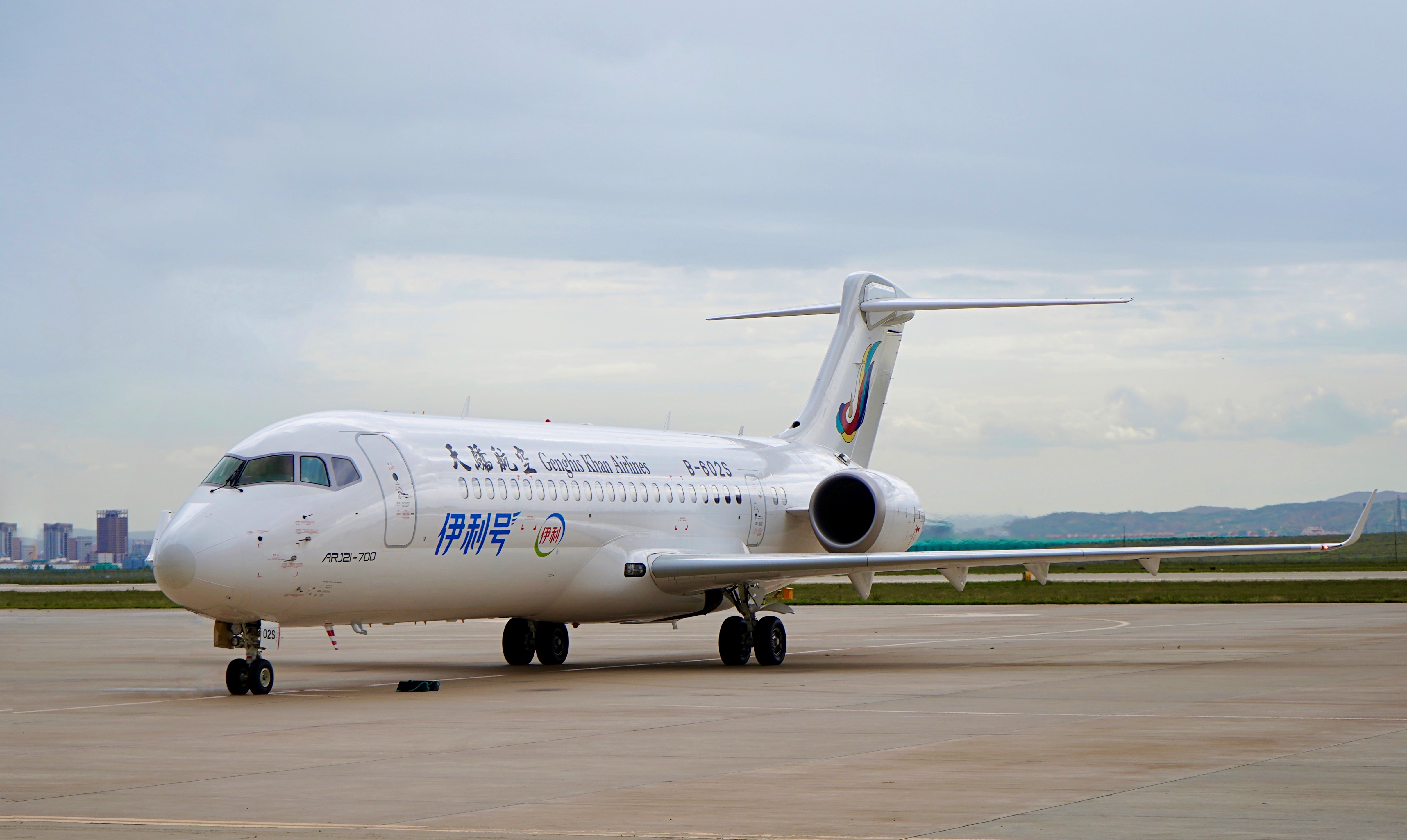
Comac ARJ21 w barwach Genghis Khan Airlines
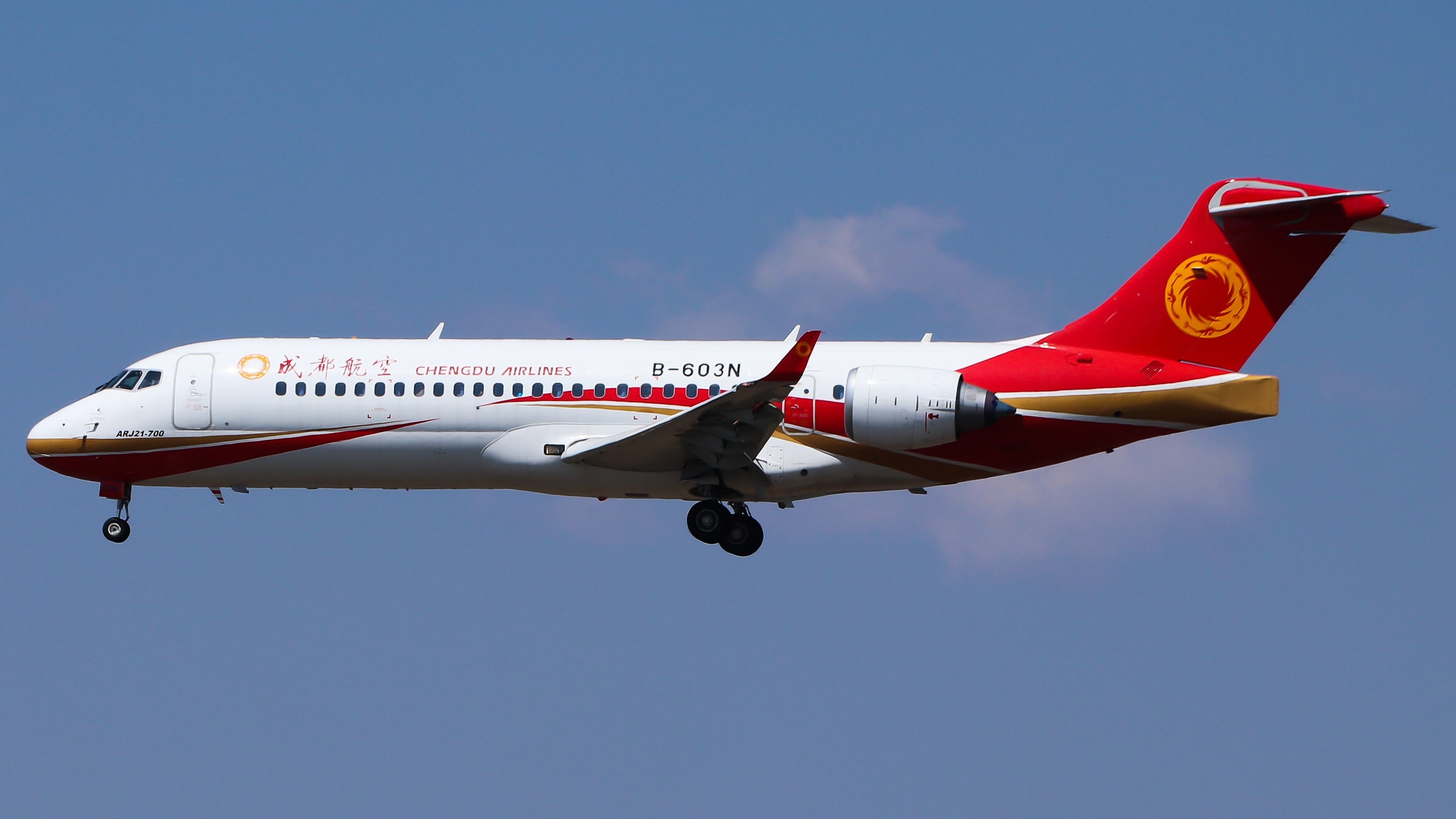
Comac ARJ21 linii Chengdu Airlines lądujący w Porcie lotniczym Mudanjiang
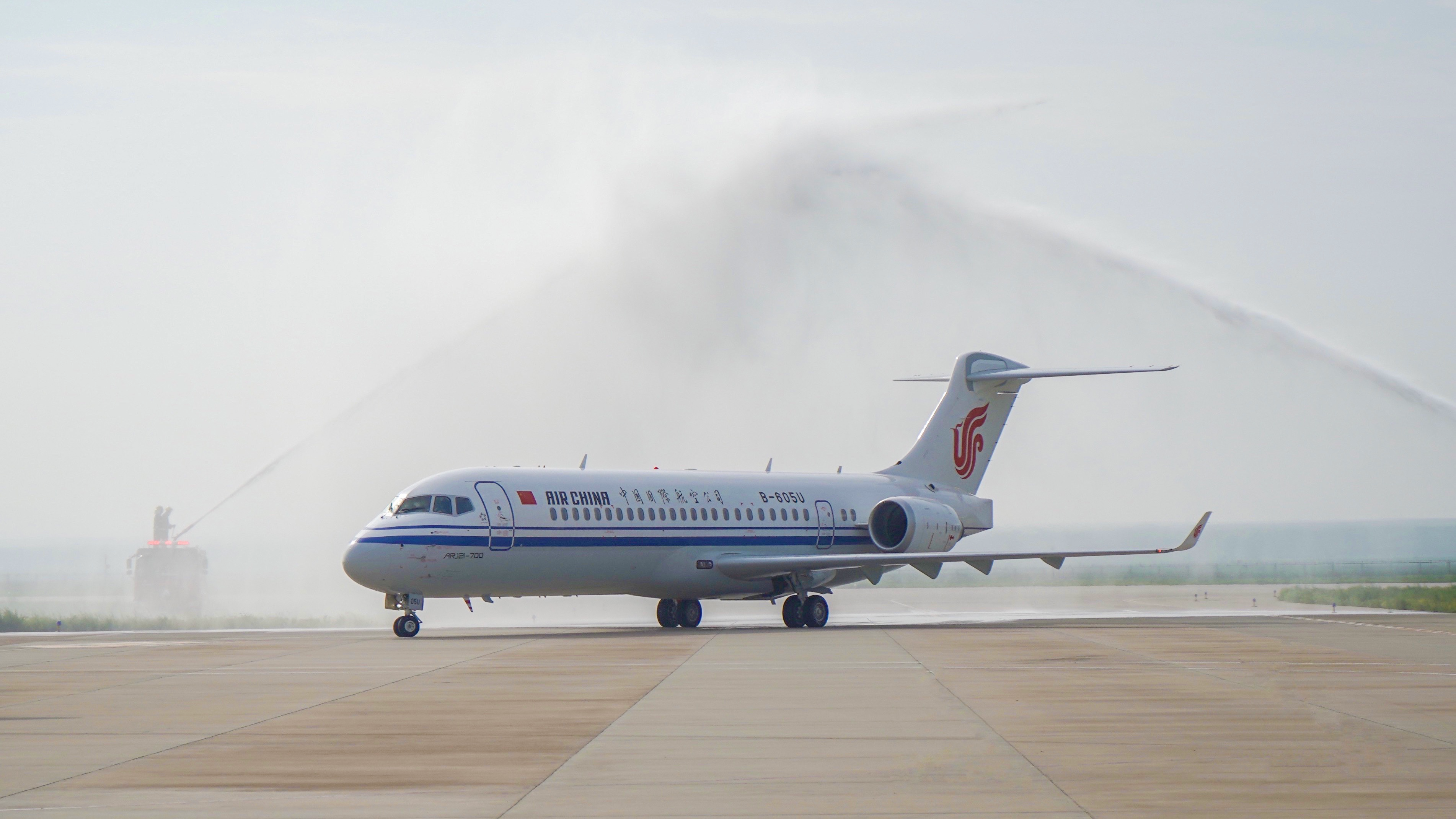
Comac ARJ21 linii Air China witany "salutem wodnym"

## Podobne samoloty
- An-148
- Boeing 717
- Bombardier CRJ-700/900
- Embraer 170
- Jak-42D
- McDonnell Douglas DC-9
- McDonnell Douglas MD-80
- McDonnell Douglas MD-82
- Suchoj SuperJet 100
- Tu-334